# Jeanne Blackburn
Pour les articles homonymes, voir Blackburn (homonymie).
Jeanne Larocque Blackburn est une femme politique et enseignante québécoise née le 24 juin 1934 à Saint-Elzéar dans la région de Gaspésie.
Elle a été députée péquiste de la circonscription de Chicoutimi à l'Assemblée nationale de 1985 à 1998 ainsi que ministre de la Sécurité du revenu et de la Condition féminine en 1994 et 1995 dans le cabinet de Jacques Parizeau.

## Biographie

### Jeunesse et formation
Jeanne L. Blackburn a étudié en administration à l'Institut des techniques d'animation en 1969. Avant ses études, elle a été enseignante à la Commission scolaire Sainte-Anne de Chicoutimi de 1953 à 1957 et aux commissions scolaires de Chicoutimi et Jonquière, à l'éducation des adultes, de 1972 à 1980. Elle avait également étudié l'andragogie. 
De 1972 à 1974, elle a été directrice du projet Récupération et recyclage Saguenay Elle a ensuite été secrétaire régionale et agente de développement à Radio-Québec Saguenay–Lac-Saint-Jean de janvier 1977 à décembre 1979, puis présidente du Conseil des collèges du Québec de décembre 1979 à septembre 1985.

### Carrière politique
Jeanne L. Blackburn est élue députée du Parti québécois dans Chicoutimi en 1985. Elle est réélue en 1989 et en 1994. Du 26 septembre 1994 au 29 janvier 1996, elle occupe le poste de ministre de la Sécurité du revenu et ministre responsable de la Condition féminine dans le cabinet Parizeau. Elle est ensuite présidente de la Commission de l'éducation du 12 mars 1996 au 28 octobre 1998. Elle ne s'est pas représentée en 1998.

### Vie après la politique
L'ex-parlementaire est présidente de la Régie du cinéma du 27 août 1999 au 15 octobre 2002. Elle est également fondatrice et présidente, de 1998 à 2002, et présidente-directrice générale, de 2002 à 2006, de la Fondation des parlementaires québécois-Cultures à partager. Elle est retraitée depuis octobre 2006. Pendant sa carrière, elle a œuvré au sein de plusieurs organismes faisant la promotion de l'éducation et des droits des femmes.

## Distinctions
- 2000 - Chevalier de l'Ordre de la Pléiade
- 2004 - Officier de l'Ordre national du Québec
- 2005 - Médaille de l'Assemblée nationale[2]
- 2006 - Commandeur de l'Ordre de la Pléiade[1]
- 2006 - Médaille d'honneur de l'Assemblée nationale[3]